# Limburg Groep
De Limburg Groep is een serie gesteentelagen in de ondergrond van Nederland. De groep bestaat uit sedimentaire gesteenten uit het Silesien (Laat-Carboon). Tot deze groep behoren ook de steenkoolvoorkomens van Zuid-Limburg. 
Gesteenten uit de Limburg Groep (Formatie van Epen) dagzomen alleen in een klein gebiedje rond de Heimansgroeve in Zuid-Limburg. Behalve in Zuid-Limburg bevinden ze zich overal in Nederland op een paar kilometer diepte in de ondergrond.

## Ontstaan
De groep is afgezet in het voorlandbekken van het Hercynisch gebergte dat ten zuiden van Nederland lag. Dit bekken werd gevormd door isostatische bodemdaling aan het begin van het Namurien (ongeveer 325 miljoen jaar geleden). Het vulde gedurende het Namurien snel op met sedimenten, zodat de facies in de Limburg Groep naar boven toe steeds ondieper wordt: de onderste lagen zijn diep-marien, de bovenste delen zijn continentaal.

## Lithologie en stratigrafie
De Limburg Groep wordt onderverdeeld in vier subgroepen en negen formaties. Bovenop ligt de Hunze-Subgroep, bestaande uit de Formatie van De Lutte en de Formatie van Strijen, voornamelijk fluviatiele schalie en zandsteen (redbeds) uit het late Westfalien en Stefanien. Daaronder ligt de Dinkel-Subgroep, bestaande uit de Formatie van Neeroeteren, Formatie van Tubbergen en Formatie van Hellevoetsluis. Dit zijn vooral fluviatiele zanden met soms steenkoollaagjes. Daaronder ligt de Caumer-Subgroep, bestaande uit de Maurits Formatie, Formatie van Ruurlo en Formatie van Baarlo, schalie, zandsteen en vooral in de eerste twee steenkool.
Deze formaties zijn molasse-afzettingen, de onderste subgroep, de Geul-Subgroep, bestaat uit diepere sedimenten die als flysch kunnen worden beschouwd. De Formatie van Epen, de enige formatie uit deze groep, bestaat uit diep-mariene schalie.
De Limburg Groep ligt discordant boven op de Kolenkalk Groep (platform-kalken uit het Dinantien). Boven op de Limburg Groep ligt de Onder-Rotliegend Groep (deel van het Rotliegend, continentale redbeds en vulkanisch gesteente uit het Vroeg-Perm). De gesteentelagen van de Limburg Groep lopen door in België, maar worden daar bij de Steenkoolgroep ingedeeld.